# Жданя
Жданя (словац. Ždaňa) — село в окрузі Кошиці-околиця Кошицького краю Словаччини. Площа села 5,51 км². Станом на 31 грудня 2016 року в селі проживало 1402 жителі.

## Історія
Перші згадки про село датуються 1222 роком.

## Населення
| Рік:            | 1994. | 2004.   | 2014.   | 2024.   |
| --------------- | ----- | ------- | ------- | ------- |
| Кількість осіб: | 1341  | 1308    | 1389    | 1350    |
| Різниця:        |       | -2,46 % | +6,19 % | -2,80 % |

| Рік:            | 2023. | 2024. |
| --------------- | ----- | ----- |
| Кількість осіб: | 1350  | 1350  |
| Різниця:        |       | +0 %  |